# Inwood (Iowa)
Inwood é uma cidade localizada no estado americano de Iowa, no Condado de Lyon.

## Demografia
Segundo o censo americano de 2000, a sua população era de 875 habitantes.
Em 2006, foi estimada uma população de 870, um decréscimo de 5 (-0.6%).

## Geografia
De acordo com o United States Census Bureau tem uma área de
3,4 km², dos quais 3,4 km² cobertos por terra e 0,0 km² cobertos por água. Inwood localiza-se a aproximadamente 447 m acima do nível do mar.

## Localidades na vizinhança
O diagrama seguinte representa as localidades num raio de 16 km ao redor de Inwood.